# Duque (Roma Antiga)

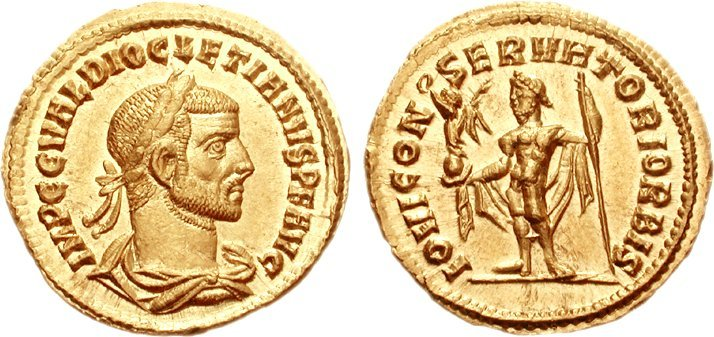
Áureo de Diocleciano r.

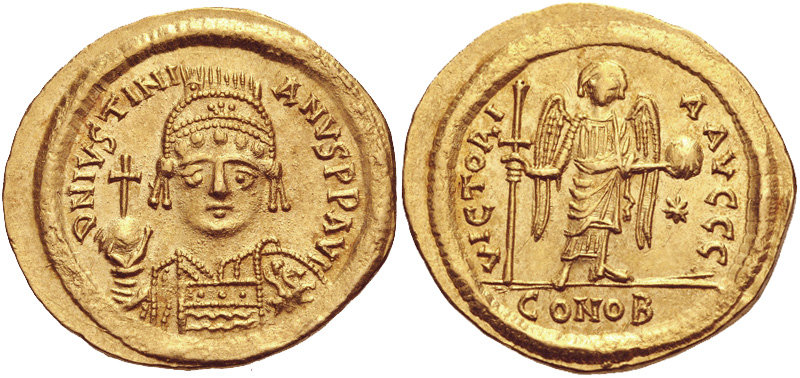
Soldo de Justiniano r.

Duque (em latim: dux; plural: duces; em grego: δουξ; romaniz.: doux) foi uma palavra latina empregada para referir-se a um líder (do verbo ducere, liderar) e que mais tarde evoluiria para duque e suas variadas formas (doge, duce, dux veteranorum etc.).

## História
Durante a República Romana, duque poderia referir-se a qualquer um que comandasse tropas, incluindo líderes estrangeiros, mas não foi um nível militar formal. Ao escrever seus comentários sobre as Guerras Gálicas, Júlio César usou o termo apenas para generais celtas, com uma exceção para um comandante romano (Públio Licínio Crasso) que não manteve nenhuma posição oficial devido a sua idade.
Até o século III, duque não foi uma expressão formal de classificação dentro do exército romano ou da hierarquia administrativa. Por meados do século III, contudo, adquiriu uma conotação mais precisa definindo o comandante de uma força expedicionária, geralmente composta de destacamentos (ou seja vexillationes) de uma ou mais formações militares regulares. Tais nomeações foram feitas para lidar com situações militares específicas, quando a ameaça a ser combatida parecia estar além das capacidades da estrutura de comando militar baseada nas províncias que tinha caracterizado o exército romano no Alto Império. Uma das primeiras acepções concretas do duque como comandante militar ocorreu em Dura Europo, onde vigorou como termo comum a partir dos anos 250. Sabe-se, também, que o termo duque era empregado pelos romanos como um equivalente do termo grego estratopedarca (lit. comandante do campo).

Mapa da estrutura administrativa do Império Bizantino em 1025. Os comandos regionais orientais, sob diversos duques ou catepanos, estão delineados.

Do tempo de Galiano (r. 253–268) os duques foram invariavelmente homens perfeitíssimos (viri perfectissimi), ou seja, membros da segunda classe da ordem equestre. Como tais, eles teriam ficado fora do comando das legiões provinciais que estavam geralmente sob os homens egrégios (Viri Egregii) - equestres da terceira classe. Sob Diocleciano (r. 284–305) o termo duque passou a designar o comandante militar dos limítanes estacionados dentro das fronteiras de uma província; em 492 o imperador Anastácio I Dicoro (r. 491–518) legou aos duques o comando das tropas móveis (comitatenses). Nesta acepção o termo apareceu pela primeira vez em 289 como o título oficial de duque daqueles nos limites da província (dux limitis provinciae illius). Os duques estiveram normalmente à parte da administração civil dos vigários diocesanos, havendo províncias excepcionais (Mauritânia, Tebaida, Isáuria) nas quais o governador combinou funções civis e militares. Com o tempo, os duques gradualmente adquiriram mais poder, podendo, em casos excepcionais, comandar os destacamentos de várias províncias civis.
Sob Justiniano (r. 527–565) a administração do Império Bizantino passou por drásticas transformações: o mestre dos soldados (magister militum), até este momento o principal comandante das tropas imperiais, perdeu sua importância em detrimentos dos duques que, além de se multiplicarem, se tornaram comandantes militares reais em suas circunscrições, por vezes chamadas ducados (em grego: Δουκατον; romaniz.: Doukaton). Nesta posição, o título foi empregado até a segunda metade do século X. Das principais regiões sob comando de duques pode-se citar: Egito (após 535), Antioquia (969), Cáldia (969), Tessalônica, Adrianópolis (após 971), Mesopotâmia (976) e Itália. H. Ahrweiler associa o duque ao catepano, sendo que ele também correspondia ao doméstico das escolas e, junto com o mega-duque (megas doux), foi o comandante da frota. Após o século XII o termo perdeu prestígio e os governadores de pequenos temas passaram a se chamar duques.